# Papilio melonius
Espèce
Papilio melonius est une espèce de lépidoptères (papillons) de la famille des Papilionidae. Cette espèce est endémique de la Jamaïque.

## Systématique
L'espèce Papilio melonius a été décrite pour la première fois en 1906 par les entomologistes Charles Rothschild et Heinrich Jordan.